# Chris Coy
Christopher James Coy, detto Chris (Louisville, 1º maggio 1986), è un attore statunitense.

## Biografia
Inizia a recitare nel 2007 ottenendo piccole partecipazioni in serie televisive come Numb3rs, Sons of Anarchy e CSI: NY. Diventa noto grazie al ruolo ricorrente di Barry nella seconda stagione di True Blood.
Nel 2010 ottiene una parte ne Lo stravagante mondo di Greenberg di Noah Baumbach, e successivamente recita nel film indipendente Little Birds e nell'horror Hostel: Part III. Dal 2012 al 2013 ha preso parte alla terza e quarta stagione della serie televisiva Treme, dove ha interpretato il ruolo di L.P. Everett.
Nel 2014 fa parte del cast del film Liberaci dal male di Scott Derrickson, e appare nella quinta stagione di The Walking Dead nel ruolo di Martin.
Dal 2015 al 2016 prende parte alla serie televisiva Banshee - La città del male, interpretando il ruolo di Calvin Bunker.

## Filmografia

### Cinema
- The Camel's Back, regia di Jack R. Jambor (2009)
- Lo stravagante mondo di Greenberg (Greenberg), regia di Noah Baumbach (2010)
- Little Birds, regia di Elgin James (2011)
- Hostel: Part III, regia di Scott Spiegel (2011)
- Rogue River, regia di Jourdan McClure (2012)
- SX Tape (SX_Tape), regia di Bernard Rose (2013)
- Kristy, regia di Oliver Blackburn (2014)
- Liberaci dal male (Deliver Us from Evil), regia di Scott Derrickson (2014)
- The Barber, regia di Basel Owies (2014)
- Discarnate, regia di Mario Sorrenti (2016)
- Detroit, regia di Kathryn Bigelow (2017)
- The Front Runner - Il vizio del potere (The Front Runner), regia di Jason Reitman (2018)
- La verità negata (Trial by Fire), regia di Edward Zwick (2018)

### Televisione
- Numb3rs – serie TV, episodio 5x14 (2009)
- True Blood – serie TV, 5 episodi (2009-2011)
- Detective Monk (Monk) – serie TV, episodio 8x02 (2009)
- Sons of Anarchy – serie TV, episodio 2x09 (2009)
- CSI: NY – serie TV, episodio 6x11 (2009)
- FlashForward – serie TV, episodio 1x16 (2010)
- CSI - Scena del crimine (CSI: Crime Scene Investigation) – serie TV, episodio 10x18 (2010)
- Rizzoli & Isles – serie TV, episodio 1x09 (2010)
- Piranhas, regia di Jason Strouse – film TV (2010)
- The Mentalist – serie TV, episodio 3x16 (2011)
- Justified – serie TV, episodio 2x06 (2011)
- Law & Order: LA – serie TV, episodio 1x11 (2011)
- Treme – serie TV, 12 episodi (2012-2013)
- Law & Order - Unità vittime speciali (Law & Order: Special Victims Unit) – serie TV, episodio 14x06 (2012)
- Hawaii Five-0 – serie TV, episodio 3x05 (2012)
- Castle – serie TV, episodio 5x07 (2012)
- Emily Owens M.D. – serie TV, episodio 1x05 (2012)
- Criminal Minds – serie TV, episodio 9x18 (2014)
- Bones – serie TV, episodio 9x17 (2014)
- Perception – serie TV, episodio 3x09 (2014)
- The Walking Dead – serie TV, 4 episodi (2014-2015)
- NCIS - Unità anticrimine (NCIS) – serie TV, episodio 12x13 (2015)
- Banshee - La città del male (Banshee) – serie TV, 9 episodi (2015-2016)
- The Messengers – serie TV, episodio 1x10 (2015)
- Lethal Weapon – serie TV, episodio 1x12 (2017)
- Homeland - Caccia alla spia (Homeland) – serie TV, episodio 6x08 (2017)
- Kingdom – serie TV, episodi 3x07-3x08 (2017)
- The Deuce - La via del porno – serie TV, 24 episodi (2017-2019)
- Halt and Catch Fire – serie TV, episodio 4x06 (2017)
- Code Black – serie TV, episodio 3x01 (2018)
- Castle Rock – serie TV, 4 episodi (2018)
- Inverso - The Peripheral (The Peripheral) – serie TV, 5 episodi (2022)
- Lawmen - La storia di Bass Reeves (Lawmen: Bass Reeves), regia di Christina Alexandra Voros e Damian Marcano – miniserie TV, 3 puntate (2023)

## Doppiatori italiani
Nelle versioni in italiano delle opere in cui ha recitato, Chris Coy è stato doppiato da:
- Francesco Venditti in Hostel: Part III, The Walking Dead, The Messengers, Inverso - The Peripheral
- Edoardo Stoppacciaro in Law & Order - Unità vittime speciali, Detroit, The Front Runner - Il vizio del potere
- Paolo Vivio in Criminal Minds, Banshee - La città del male
- Davide Albano in Hawaii Five-0, Station 19
- Daniele Giuliani in Lethal Weapon, Code Black
- Patrizio Cigliano in Detective Monk
- Fabrizio De Flaviis in CSI: NY
- Giuliano Bonetto in CSI - Scena del crimine
- Mirko Mazzanti in Rizzoli & Isles
- Alessio De Filippis in The Mentalist
- Alessio Nissolino in Castle
- Dimitri Winter in Bones
- Alberto Bognanni in Liberaci dal male
- Gianfranco Miranda in Perception
- Alessio Cigliano in NCIS - Unità anticrimine
- Emanuele Ruzza in Homeland - Caccia alla spia
- Alessandro Rigotti in La verità negata
- Valerio Sacco in Lucifer
- Andrea Lavagnino in Lawmen - La storia di Bass Reeves